# Erik Hunker
Erik Hunker (* 6. Februar 1960 in Glauchau) ist ein deutscher Politiker.
Hunker war von 1985 bis 1988 Lehrer für Sport und Geografie an der Polytechnischen Oberschule in Berlstedt bei Weimar und später in Biere. Von 1990 bis zu seinem Parteiaustritt 2004 war er Mitglied der SPD. Von 1990 bis 1994 war Hunker Bürgermeister der Gemeinde Biere, später von 1993 bis 2002 Leiter des gemeinsamen Verwaltungsamtes der VGem Bördeland. Von 2002 bis zum 30. Juni 2007 war er Landrat des Landkreises Schönebeck. Im Frühjahr 2007 trat Hunker als Kandidat der FDP für den Landrat des neuen Salzlandkreises an, musste aber im ersten Wahlgang eine Wahlniederlage hinnehmen.  Da jedoch seine Klage vor dem Landesverfassungsgericht erfolgreich war, muss ihn der neue Salzlandkreis weiter in einer ähnlichen Position beschäftigen. Seit 1. Juli 2007 sitzt er im neu gebildeten Kreistag.